# Mieczysław Pudełko
Mieczysław Józef Pudełko (ur. 14 grudnia 1912 w Lisku, zm. 26 września 1944 pod Arnhem) – prawnik, podporucznik rezerwy piechoty Wojska Polskiego, oficer Polskich Sił Zbrojnych.

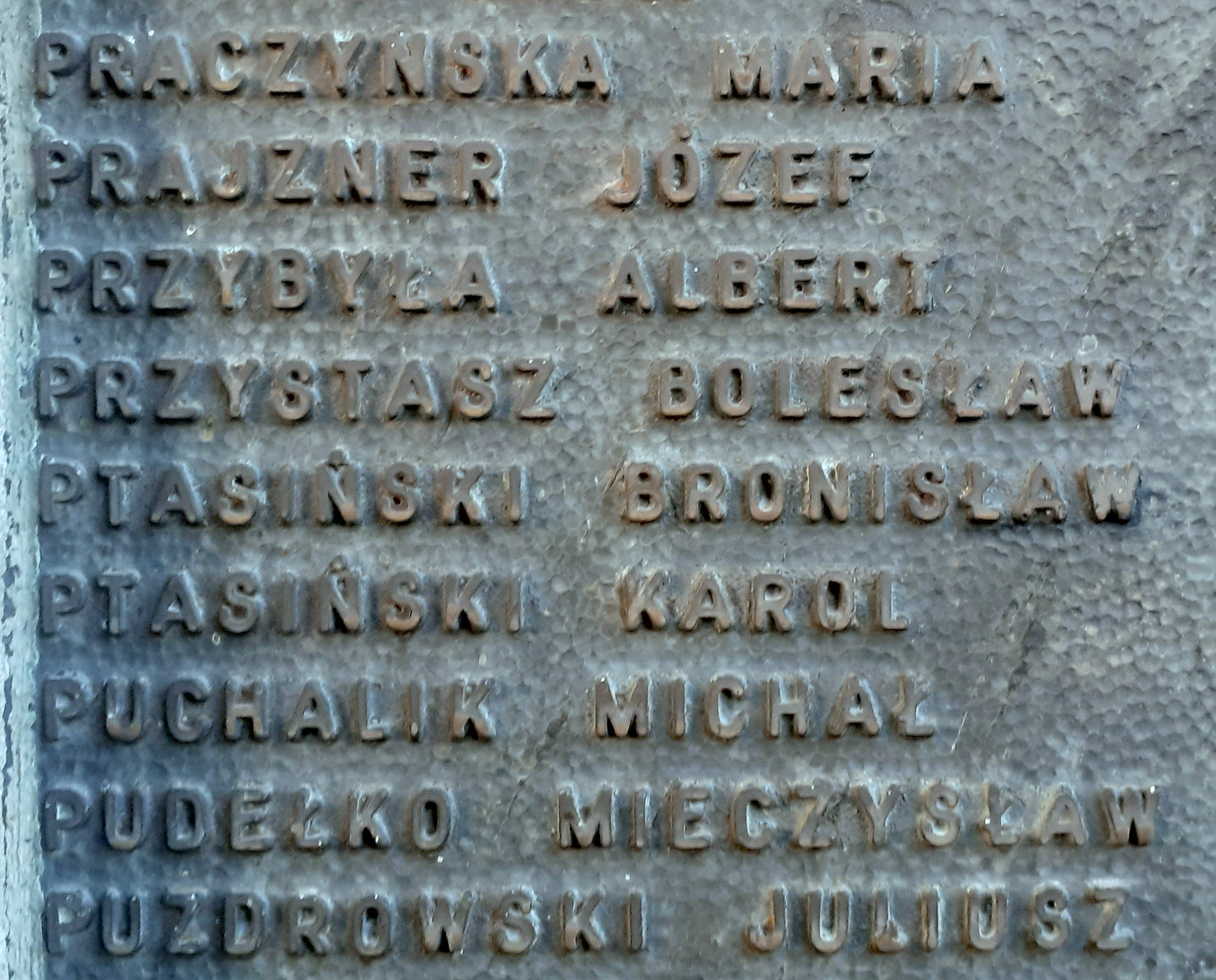
Upamiętnienie na Mauzoleum w Sanoku

## Życiorys
Urodził się 14 grudnia 1912 w Lisku. W 1931 zdał egzamin dojrzałości w Państwowym Gimnazjum im. Królowej Zofii w Sanoku (w jego klasie byli m.in. Jan Barniak, Adam Fastnacht). Został prawnikiem.
W Wojsku Polskim II Rzeczypospolitej został awansowany do stopnia podporucznika w korpusie oficerów piechoty ze starszeństwem z dniem 1 stycznia 1938. Po wybuchu II wojny światowej został żołnierzem Polskich Sił Zbrojnych, awansowany do stopnia porucznika. Brał udział w składzie III Spadochronowego batalionu strzelców 1 Samodzielnej Brygady Spadochronowej i zginął 26 września 1944 pod Arnhem. Został pochowany na cmentarzu wojskowym w Oosterbeek. Został odznaczony Krzyżem Walecznych.

## Upamiętnienie
Podczas „Jubileuszowego Zjazdu Koleżeńskiego b. Wychowanków Gimnazjum Męskiego w Sanoku w 70-lecie pierwszej Matury” 21 czerwca 1958 nazwisko Mieczysława Pudełko zostało wymienione w apelu poległych oraz na ustanowionej w budynku gimnazjum tablicy pamiątkowej poświęconej poległym i pomordowanym absolwentom gimnazjum.
W 1962 Mieczysław Pudełko został upamiętniony wśród innych osób wymienionych na jednej z tablic Mauzoleum Ofiar II Wojny Światowej na obecnym Cmentarzu Centralnym w Sanoku.
Powstał Oddział Związku Polskich Spadochroniarzy w Niemczech im. por. Mieczysława Pudełko. Mieczysław Pudełko został także patronem wybitego w 2005 Medalu XV-lecia Związku Polskich Spadochroniarzy w Berlinie, a jego podobizna znalazła się na jego rewersie.